# جزیمق
جزیمق، روستایی از توابع بخش قره‌پشتلو شهرستان زنجان در استان زنجان ایران است.
روستای جزیمق دارای آبشار البین است که اولین آبشار بزرگ زنجان است که هرساله طبیعت گردان زیادی را به آنجا سوق میدهد این روستا مرز استانهای زنجان اردبیل و تبریز میباشد

## جمعیت
این روستا در دهستان قره‌پشتلو پایین قرار دارد و براساس سرشماری مرکز آمار ایران در سال ۱۳۸۵، جمعیت آن ۲۵۰ نفر (۵۱خانوار) بوده‌است.